# Friedrich Heinrich Dieterici

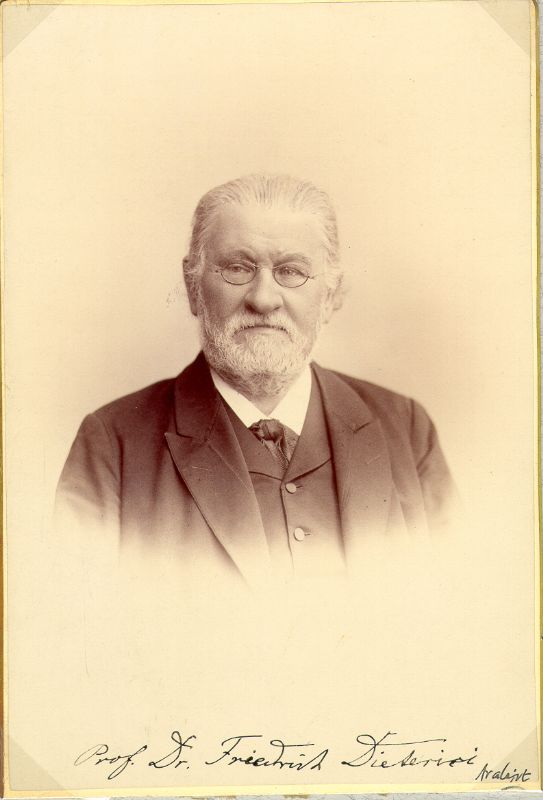
Friedrich Heinrich Dieterici

Friedrich Heinrich Dieterici (* 6. Juli 1821 in Berlin; † 18. August 1903 in Berlin) war ein deutscher Arabist und Orientalist.

## Leben
Friedrich Heinrich Dieterici, der Sohn des Statistikers und Nationalökonomen Carl Friedrich Dieterici, studierte in Berlin, Halle (bei Emil Roediger) und Leipzig (bei Heinrich Leberecht Fleischer) orientalische Sprachen, besonders das Arabische. Er habilitierte sich 1846 in Berlin und veröffentlichte anschließend das Buch Mutanabbi und Seifuddaula (Leipzig 1847). Von November 1847 bis Sommer 1849 bereiste er den Orient, namentlich Ägypten, das peträische Arabien (das heutige Jordanien), Palästina. Eine Nilreise zwischen November 1848 und Januar 1849 brachte ihn bis nach Oberägypten. Außerdem besuchte er Damaskus (im Juni 1849) und Beirut; in Damaskus traf er mit dem  preußischen Konsul Johann Wetzstein zusammen, der dort seit Frühjahr 1849 tätig war. Dietericis zweibändige Reisebilder aus dem Morgenlande (Berlin 1853) fußen auf den Erinnerungen dieser Reisen und vermitteln einen lebendigen Eindruck von der Orient- und insbesondere von der Ägypten und Palästinawahrnehmung um die Mitte des neunzehnten Jahrhunderts.
Nach seiner Rückkehr wurde er im Oktober 1850 zum außerordentlichen Professor für arabische Literatur an der Universität zu Berlin ernannt. Einen Meilenstein der arabistischen Forschung bildet die von ihm besorgte kritische Ausgabe der Alfiyya des Ibn Mālik (gest. ca. 1276). Sie erschien mit einer lateinischen Einleitung als Alfijjah, carmen didacticum grammaticum auctore Ibn Mâlik (Leipzig 1851), danach auch in einer Übersetzung: Ibn ‘Aḳîl’s Commentar zur Alfijja des Ibn Mâlik (Ferdinand Dümmlers Verlags-Buchhandlung, Berlin 1852). Es folgten die Carmina Mutanabbii (Berlin 1858–59) und eine Chrestomathie ottomane (Berlin 1854) mit grammatischen Paradigmen und Glossar.
Bahnbrechend für das Studium der arabisch-islamischen Philosophie sind Dietericis spätere Schriften, namentlich Die Naturanschauung und Naturphilosophie der Araber im 10. Jahrhundert (Posen 1861; 2. Auflage Leipzig 1876); Die Propädeutik der Araber (Berlin 1865); Die Logik und Psychologie der Araber (Leipzig 1868); Die Anthropologie der Araber (Leipzig 1871); Die Lehre von der Weltseele (Leipzig 1873), endlich Die Philosophie der Araber im X. Jahrhundert n. Chr. (2 Bände, Leipzig 1876–79). Außerdem veröffentlichte Dieterici das interessante, in vielerlei Hinsicht vorausweisende Werk Der Darwinismus im zehnten und neunzehnten Jahrhundert (Leipzig 1878). Zu seinen letzten Schriften gehört Die sogenannte Theologie des Aristoteles aus arabischen Handschriften (hrsg. Leipzig 1882 und übersetzt Leipzig 1883). Darüber hinaus verfasste er kleinere Arbeiten für die Zeitschrift der Deutschen Morgenländischen Gesellschaft.

## Mitgliedschaften
Friedrich Heinrich Dieterici war Mitglied der Deutschen Morgenländischen Gesellschaft.

## Schriften (Auswahl)
- Mutanabbi und Seiduddaula aus der Edelperle des Tsaâlibi nach Gothaer und Pariser Handschriften dargestellt. Fr. Chr. Wilh. Vogel, Leipzig 1847.
- Über die Arabische Dichtkunst und das Verhältniss des Islam zum Christenthum. Eine im wissenschaftlichen Verein zu Berlin am 9. Februar gehaltene Vorlesung. E.S. Mittler & Sohn Berlin 1850.
- Reisebilder aus dem Morgenlande. 2 Bände. Wiegandt & Grieben, Berlin 1853.
- Der Streit zwischen Thier und Mensch, ein arabisches Märchen aus den Schriften der lauteren Brüder übersetzt und mit einer Abhandlung über diesen Orden, so wie mit Anmerkungen versehen. E.S. Mittler & Sohn, Berlin 1858 (= Die Philosophie der Araber im 9. und 10. Jahrhundert n. Chr. aus der Theologie des Aristoteles, den Abhandlungen Alfarabis und den Schriften der lautern Brüder, Buch III)
- Die Naturanschauung und Naturphilosophie der Araber im zehnten Jahrhundert. Aus den Schriften der lautern Brüder übersetzt. Nicolai’sche Sortiments-Buchhandlung, Berlin 1861.
- Die Propaedeutik der Araber im zehnten Jahrhundert. E.S. Mittler & Sohn, Berlin 1865.
- Die Logik und Psychologie der Araber im zehnten Jahrhundert n. Chr. J.C. Hinrichs, Leipzig 1868 (= Die Philosophie der Araber im 9. und 10. Jahrhundert n. Chr. aus der Theologie des Aristoteles, den Abhandlungen Alfarabis und den Schriften der lautern Brüder, Buch IV).
- Die Anthropologie der Araber im zehnten Jahrhundert n. Chr. J.C. Hinrichs, Leipzig 1871.
- Die Lehre von der Weltseele bei den Arabern im X. Jahrhundert. J.C. Hinrichs, Leipzig 1872.
- Die Philosophie der Araber im X. Jahrhundert n. Chr.
  - Erster Teil: Einleitung und Makrokosmos. J.C. Hinrichs, Leipzig 1876.
- Der Darwinismus im zehnten und neunzehnten Jahrhundert. J.C. Hinrichs, Leipzig 1878.
- Arabisch-Deutsches Handwörterbuch zum Koran und Thier und Mensch vor dem König der Genien. J.C. Hinrichs, Leipzig 1881.